# 핀란드 방위부
방위부(핀란드어: puolustusministeriö; PML 푸올루스투스미니스테리외; 페앨앰[*], 스웨덴어: försvarsministeriet)은 핀란드 국가평의회의 산하 12개 부처 중 하나다. 부서 수장은 방위장관이며, 국방정책, 국가안보, 방위정책상 국제공조 등을 책임진다. 상징은 방패 속의 청색 사자.
2018년 기준 예산은 2,871,971,000 유로이며, 2016년 기준 예산의 25%는 핀란드 방위군 임금으로, 20%는 물품 조달비로, 25%는 기타 작전 비용으로 사용했다.